# Apophua parasitica
Apophua parasitica är en stekelart som först beskrevs av Pierre L. G. Benoit 1953.  Apophua parasitica ingår i släktet Apophua och familjen brokparasitsteklar. Inga underarter finns listade i Catalogue of Life.